# ترينيداد
ترينيداد (بالإنجليزية: Trinidad)‏ هي أكبر جزر جمهورية ترينيداد وتوباغو الثلاث والعشرين، وأكثرها اكتظاظاً بالسكان. تقع ترينيداد جنوبي الكاريبي، على بعد 11 كم (7 أميال) من السواحل الشمالية الشرقية لفنزويلا. مساحتها 4,769 كم2 (1,864 ميل مربع).

## التاريخ
استوطن ترينيداد الأمريكيون الأصليون.
اكتشفها كريستوفر كولومبوس في ثالث رحلاته عام 1498 م.
بقيت ترينيداد تحت سيطرة الأسبان حتى عام 1797 م حينما تخلوا عنها للبريطانيين.

## السكان والدين والطقس
استوطنها عدد كبير من الفرنسيين وعبيدهم الأفريقيين.
الغالبية من الكاثوليك، إلا أن فيها بعض المسلمين وبعضاً من أتباع ديانة أوريشا.
تستطقب الجزيرة الآن أعداداً كبيرة من السيّاح بسبب جوّها الاستوائي.

## أعلام
- لورين توسان
- ستيرن جون
- مايكل فيشر
- غيل بنسون
- كوينتن غروفز
- أريك وليامز
- ستيفن مالوري
- ليليان ووكر